# Sông Bé (rivier)
Sông Bé (Nederlands: Kleine rivier) is een rivier in het zuiden van Vietnam, welke stroomt door de provincies Bình Phước, Bình Dương en Đồng Nai.
De rivier heeft een lengte van ongeveer 350 kilometer en mondt ter hoogte van Trị An uit in de Đồng Nai. Daarna stroomt het water als Đồng Nai naar Ho Chi Minhstad om vervolgens via de Nhà Bè in de Zuid-Chinese Zee te stromen.